# Egyetemes történet (Szekfű–Hóman–Kerényi)
A Szekfű Gyula, Hóman Bálint és Kerényi Károly szerkesztésében megjelent Egyetemes történet 1935–1937-ben kiadott magyar nyelvű világtörténelmi monográfia.

## Leírás
Az Egyetemes történet tulajdonképpen a Horthy-korszak másik nagy történettudományi összefoglalásának, a Magyar történetnek a világtörténelmi társműve. A négy kötet 1935 és 1937 között látott napvilágot, és a szokott világtörténetekhez hasonlóan az őskortól, ókortól a jelenkorig tekintette át a történelem menetét. Szerzői a három szerkesztőn kívül Franz Altheim, Dávid Antal, Hajnal István, Hornyánszky Gyula, Iványi-Grünwald Béla, Kenneth Scott és Váczy Péter voltak, kiadója a Magyar Szemle Társaság.
A műnek 1991-ben reprint kiadása készült a budapesti Pán Könyvkiadó Kft. gondozásában, napjainkban immár elektronikusan is elérhető a Magyar Elektronikus Könyvtár honlapján: Egyetemes történet négy kötetben.

## Tartalom
| Kötetszám  | Kötetcím (eredeti helyesírással)                                                                                        | Felölelt időszak   | Oldalszám |
| ---------- | --- | ------------------ | --------- |
| I. kötet   | Az ókor története Egyiptom és Elő-Ázsia • Hellas • Róma                                                                 | őskor – Kr. u. 565 | 715 o.    |
| II. kötet  | A középkor története Haldokló antik–Antik középkor • Középkor • Az újkor kezdetei                                       | 476 – 1492         | 720 o.    |
| III. kötet | Az újkor története Az újkori fejlődés alapjai • A tizenhatodik század • A tizenhetedik század • A tizennyolcadik század | 1492 – 1804        | 671 o.    |
| IV. kötet  | A legújabb kor története Az eszméktől a forradalmakig • A forradalmaktól a formákig • Az európai rendtől a káoszig      | 1804 – 1920        | 660 o.    |